# Сражения при Парасальми
Сражения при Парасальми (швед. Slaget vid Porrassalmi) — два последовательных сражения между российскими и шведскими войсками во время Русско-шведской войны 1788—1790 гг., произошедшие в июне 1789 года у деревни Парасальми в Финляндии.

## Первое сражение
Кампания 1789 года началась в конце мая. Главнокомандующий российскими войсками на финляндском ТВД граф В. П. Мусин-Пушкин приказал отряду генерал-поручика И. И. Михельсона (8 пехотных батальонов, легкие войска и 19 орудий) собраться в Вильманстранде для наступления в Саволакскую область, то есть на левый фланг шведских позиций. 26 мая (6 июня) отряд вступил в юго-восточную часть шведской Финляндии и устремился к Санкт-Михелю, где шведами были собраны значительные запасы. 
31 мая (11 июня) авангард Михельсона, перейдя границу у урочища Векиера, штурмом взял ретраншемент у деревни Киро (Киирё), занятый шведским отрядом в 600 человек. Шведы пытались удержаться в деревне, но были оттуда выбиты и отступили, потеряв 300 убитыми и 57 пленными. Рано утром 1 (12) июня Михельсон занял Кристину (совр. Ристийна) и затем решил продолжить наступление, выступив к Санкт-Михелю. 

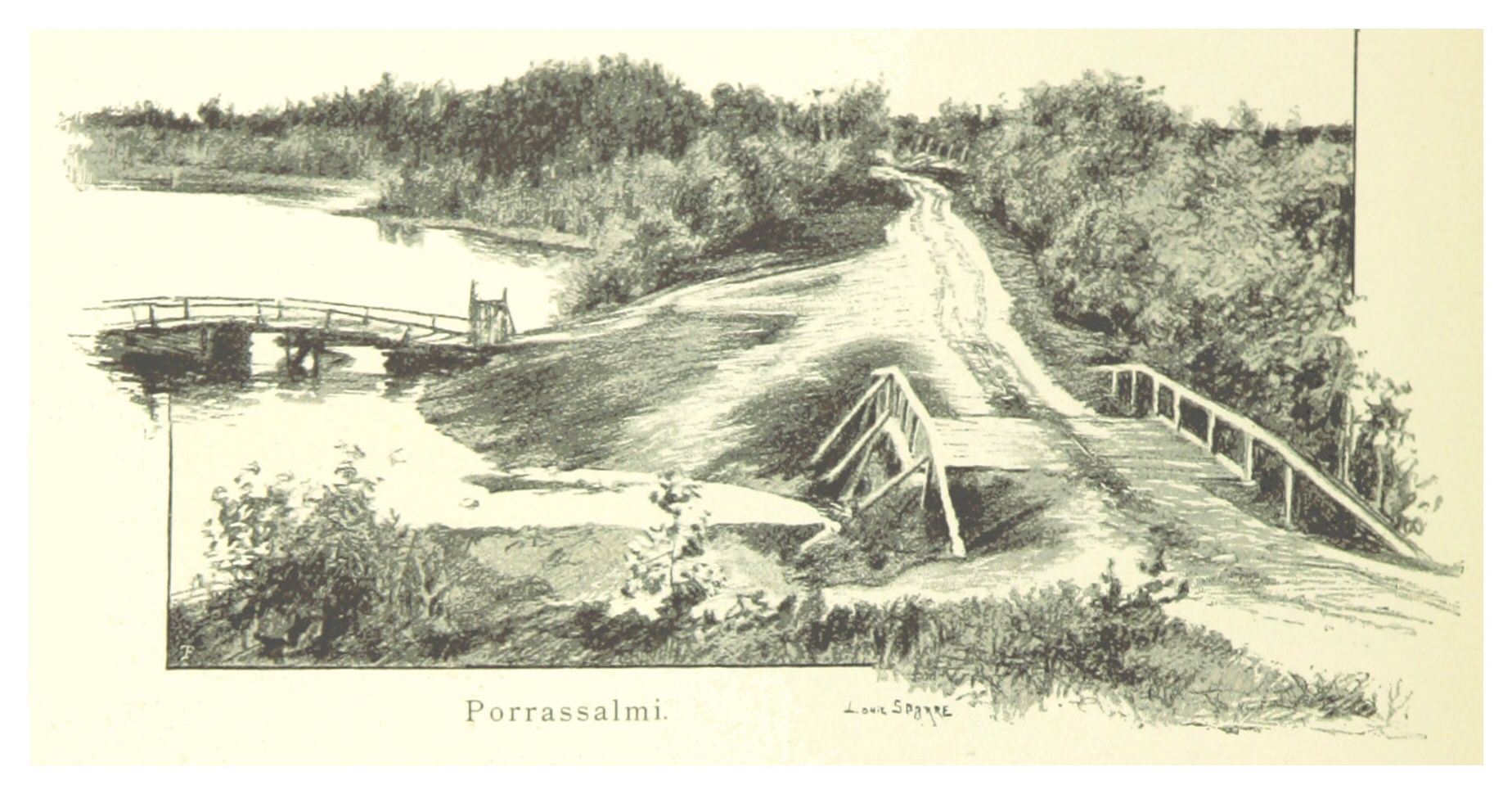
Место первого сражения

Шведы, получив известие о наступлении Михельсона, стянули к переправе у Парасальми (8 км от Санкт-Михеля) трёхтысячный отряд (по шведским данным — 750 человек) под командой майора Георга Хенрика Ягерхорна. В самом конце перешейка, позади разобранного моста через протоку между двумя озёрами, был построен ретраншемент с двумя батареями (по шведским данным — с двумя пушками).
В восемь часов вечера 1 (12) июня к перешейку подошёл русский авангард и выбил шведский передовой пост, а утром 2 (13) июня прибыл остальной отряд (без двух батальонов). Михельсон не позаботился о рекогносцировке вражеских позиций и приказал атаковать.
Сильный огонь русской артиллерии подавил шведские батареи, и затем войска, построенные в одну колонну двинулись в атаку. Солдаты, пройдя через перешеек, приблизились к мосту и начали укладывать принесенные с собой брёвна и доски, но были обстреляны с фронта артиллерией и с левого фланга, от деревни Поланиеми, ружейным огнём противника. Русские войска скучились у переправы и несли потери. Михельсон отдал приказ об отходе. Отряд потерял 177 убитыми и 273 ранеными.
Простояв до вечера у Парасальмской переправы, Михельсон решил отступить со всем отрядом к Кристине. Однако никакого стратегического значения для шведов победа не имела, так как не было использована.

## Второе сражение
7 (18) июня И. И. Михельсон, получив подкрепления, снова подошел к Парасальми. На высоте напротив переправы стали устанавливать батареи. Шведы открыли огонь, но наступившая темнота прервала бой.
На этот раз Михельсон решил частью сил обойти вдоль озера правый фланг противника, а затем атаковать через мост. 
Посланный в ночь с 7-го (18) на 8-го (19) егерский батальон с казаками был разбит шведами и отступил, но утром был подкреплен двумя батальонами гренадер генерал-поручика Берхмана и тремя орудиями. В совместной контратаке были заняты деревни Тукала и Никуренин, после чего шведы стали отступать к Санкт-Михелю, преследуемые гренадерами и казаками. Гренадеры, озлобленные первым неудачным штурмом Пересальмской переправы, преследовали бегущих и многих перекололи штыками.
Видя успешное фланговое наступление подразделений Берхмана, Михельсон приказал атаковать переправу, но шведы не приняли боя и также отступили к Санкт-Михелю, где попытались задержать наступление русских позади испорченного моста. Подход с фланга гренадер и казаков и с фронта остальных русских войск заставил их отступить в беспорядке к Иокасу (совр. Юва). Оставляя Санкт-Михель, шведы зажгли город и взорвали пороховой погреб.
Шведы потеряли около 400 человек убитыми и 110 пленными, русские — 5 убитыми и 30 ранеными. Оставив в Санкт-Михеле Лейб-гренадерский полк, Михельсон с остальной частью отряда продолжил наступление к Иокасу. Шведы отступили к Юрвису (совр. Йоройнен).